# Arraba
Pour l’article homonyme, voir Arraba (Jénine).
Arraba (en hébreu : מִגְדַּל הָעֶמֶק, en arabe : عرّابة), est une ville du District nord d'Israël.

## Histoire
La ville dans le Talmud s'appelait Garaba.
Au XIIIe siècle, la ville est mentionnée par le géographe syrien Yaqout al-Rumi comme Arrabah.
La ville est incorporée en 1517 à l'Empire ottoman. En 1596, le village d'Arraba apparait dans les registres de l'impôt, sa population était de 125 habitants.
Au XVIIe siècle, le village devient druze.
L'explorateur Victor Guérin visite le village en 1870. Il y avait 900 habitants musulmans et 100 habitants grecs.
En 1922, la commune passe sous mandat britannique; la population est de 984 habitants, 937 musulmans et 47 chrétiens. En 1931, la population passe à 1187 musulmans et 37 chrétiens.
Le 29 octobre 1948, durant l'opération Hiram, la commune est encerclée par l'armée israélienne. La commune va rester en loi martiale jusqu'en 1966.